# Тан Цзясюань
Тан Цзясюа́нь (кит. упр. 唐家璇, пиньинь Táng Jiāxuán, род. 17 января 1938, уезд Чжэньцзян) — китайский политик, восьмой министр иностранных дел КНР.

## Биография
Родился 17 января 1938 года в уезде Чжэньцзян провинции Цзянсу на территории, незадолго до этого оккупированной японскими войсками.
С 1955 по 1958 год учился в Фуданьском университете по специальности Английский язык.
С 1958 по 1962 год учился в Пекинском университете по специальности Восточные языки — Японский язык.
В 1973 году вступил в Коммунистическую партию Китая.
С 17 марта 1998 по 17 марта 2003 года был министром иностранных дел КНР.
В 2003—2008 годах — член Госсовета КНР.

## Награды
- Орден «Достык» II степени (Казахстан, 2006)[2].
- Благодарность Президента Российской Федерации (Россия, 8 ноября 2006 года) — за большой вклад в укрепление и развитие дружбы и сотрудничества между Российской Федерацией и Китайской Народной Республикой[3].